# 白石勝也
白石 勝也（しらいし かつや、1939年11月30日 - ）は、愛媛県伊予郡松前町長。愛媛県伊予郡松前町出身。4期をつとめ、2015年に退任。

## 経歴
- 1958年3月に愛媛県立松山南高等学校卒業
- 1964年3月に慶應義塾大学法学部を卒業。
- 同年日本放送協会入局、記者を経て、きんきメディアプラン取締役四国制作センター長。

### 町長としての経歴
- 1999年に、推されて松前町長選挙に初出馬、新人3人による選挙戦を制して初当選。
- 2003年からの2期目は無投票当選。

1期目末から伊予市・伊予郡の市町村合併が大きな課題となったが、原則論を主張、伊予市との溝は埋まらず、結局、単独で残る道を選んだ。そのため、下水道の拡張など大きな事業を抱えるなか、行財政改革の推進が次の大きな課題となり、各種補助金の見直し等を行った。また、自主財源の充実を図るため、大ショッピングセンターの誘致を決定した。
- 三期目　2007年からの3期目は、行財政改革の継続、新ショッピングセンターを核としたまちづくりなどを掲げ、新人（漁協組合長）との一騎討ちを制し、3選を果たした。
- 2015年の選挙に際して、後任として、愛媛県庁幹部から副町長に招へいしていた岡本靖を支援。

在職時、愛媛県町村会会長等の役職も歴任した。

### その後
岡本の町長三選に際しては岡本を支援せず、対立候補の田中の支援に回った。結果、田中が当選。2016年 秋の叙勲で地方自治功労により旭日小綬章を受章。